# Port'Alba

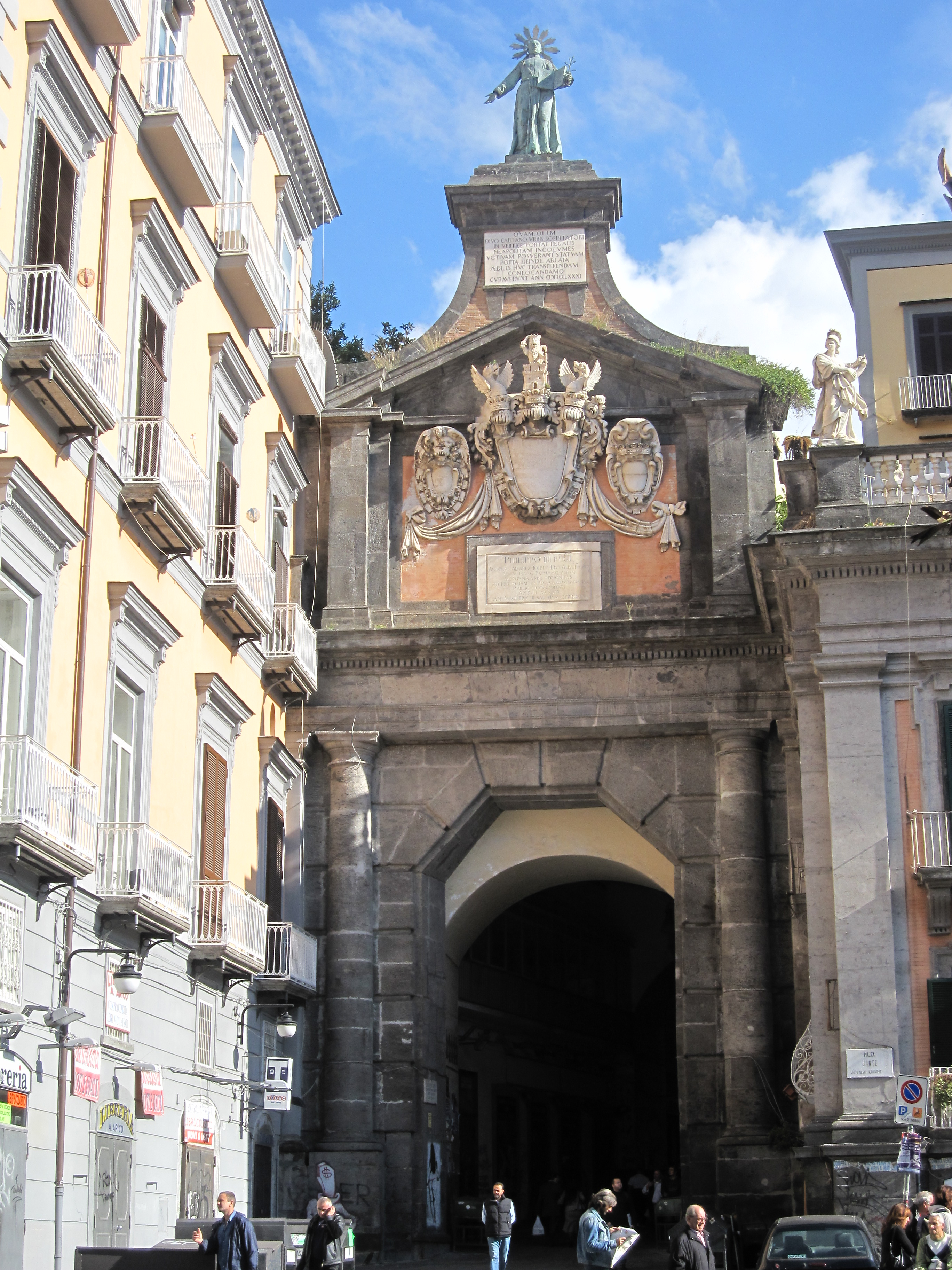
Port'Alba in Napels

De Port'Alba of Poort van (de hertog van) Alva staat in Napels, in de Zuid-Italiaanse regio Campanië. Ze werd gebouwd in 1625 in opdracht van de vijfde hertog van Alva en tevens onderkoning van Napels, Antonio Álvarez de Toledo y Beaumont.

## Historiek
Oorspronkelijk stond hier een vestingmuur van het Huis Anjou-Sicilië, een oude ringmuur van het Middeleeuwse Napels. In latere eeuwen trokken de Napolitanen meer en meer door de vervallen muur om een lange omweg te vermijden langs de Via Constantinopoli. Alzo ontstond er een vlotte passage tussen de Piazza Bellini en de Piazza Dante. Onderkoning Antonio Alvarez de Toledo y Beaumont liet er een echte doorgangspoort van maken. Drie wapenschilden staan boven de poort: de zijne, deze van koning Filips III van Spanje en het stadswapen.
De Napolitanen gebruikten eerst niet de officiële naam van de poort, Poort van Alva. Zij spraken van de Sciuscella of de Poort van de Johannesbroodbomen; deze bomen stonden in aansluiting met de poort. Sciuscellito is het Napolitaanse woord voor carrubo in het Italiaans en johannesbroodboom in het Nederlands. Nadien werd de straat die leidt naar de Port'Alba, de Via Port’Alba, bekend voor zijn boekhandels.
Toen koning Ferdinand IV van Napels een andere poort liet afbreken, de Porta dello Spirito Sante, spaarde hij het heiligenbeeld ervan (1781). Dit beeld stelt de heilige Cajetanus van Thiene voor. Het heiligenbeeld vond een nieuwe stek bovenop de Port'Alba. Ferdinand IV liet verder nog een inscriptie aanbrengen ter herinnering aan zijn dynastie, het Huis Bourbon. Met de revolutie van 1799 werd dit weggehakt.